# Angelo Frazier
Angelo Frazier ist ein ehemaliger US-amerikanischer Basketballspieler.

## Werdegang
Der aus Washington stammende Frazier spielte von 1978 bis 1982 am Mount St. Mary’s College in Emmitsburg in Maryland und machte sich dort als Rebounder einen Namen. Mit der Hochschulmannschaft erreichte er 1981 das Endspiel in der zweiten NCAA-Division. 2008 wurde Frazier als Mitglied der Mannschaft in die Sport-Ruhmeshalle der Hochschule aufgenommen.
Der 2,02 Meter große Frazier wurde im Dezember 1985 vom deutschen Bundesligisten TV Langen verpflichtet. Im Februar 1986 erlitt er einen Achillessehnenriss.